# Famiglie d'Italia
Famiglie d'Italia è stato un programma televisivo italiano di genere game show, in onda su LA7 dal 7 ottobre 2024 al 3 aprile 2025, dal lunedì al sabato nella fascia preserale con la conduzione di Flavio Insinna.

## Il programma
Il game show era il terzo adattamento italiano del format statunitense Family Feud, in onda prima sulla ABC, poi sulla CBS ed infine in syndication; gli altri due erano stati trasmessi da Canale 5 (il primo era andato in onda con il titolo di Tuttinfamiglia dal 1984 al 1989 con la conduzione di Claudio Lippi prima e Lino Toffolo dopo, mentre il secondo era andato in onda con il titolo di Tutti x uno dal 1992 al 1993 con la conduzione di Mike Bongiorno).

## Storia
Dopo la chiusura di Lingo - Parole in gioco (andato in onda dal 12 settembre 2022 al 16 giugno 2023 con la conduzione di Caterina Balivo), di cui sarebbe dovuta fare una nuova stagione nell'annata 2023-2024 (e dopo il mancato trasferimento di Chi vuol essere milionario? con la conduzione di Fedez che avrebbe dovuto sostituirlo), LA7 pensò a un nuovo game show per coprire la fascia preserale.
Durante la presentazione dei palinsesti della stagione 2024-2025, avvenuta il 4 luglio 2024, fu confermato che Famiglie d'Italia avrebbe fatto il suo debutto, confermando la messa in onda, prevista per il 7 ottobre dello stesso anno.
Si trattava del primo programma di LA7 con Flavio Insinna alla conduzione, dopo l'addio alla Rai.
Il 28 ottobre 2024 e il 20 gennaio 2025 non andò in onda per lasciare spazio agli speciali del TG LA7 condotti da Enrico Mentana dedicati rispettivamente alle elezioni regionali in Liguria e all'insediamento del presidente USA Donald Trump.
Il 3 aprile 2025 andò in onda l'ultima puntata del programma (mentre dal giorno successivo vennero trasmesse repliche), chiuso a causa dei bassi ascolti.

## Edizioni
| Edizione | Periodo        | Periodo       | Conduzione     | Puntate | Regia           | Regia              | Studio                       |
| Edizione | Inizio         | Fine          | Conduzione     | Puntate | Regia           | Regia              | Studio                       |
| -------- | -------------- | ------------- | -------------- | ------- | --------------- | ------------------ | ---------------------------- |
| 1ª       | 7 ottobre 2024 | 3 aprile 2025 | Flavio Insinna | 150     | Sergio Colabona | Cristian Di Mattia | Teatro 7 degli Studios, Roma |

## Audience
| Edizione | Rete televisiva | Anno      | Stagione          | Programmazione | Programmazione | Programmazione | Programmazione | Programmazione | Programmazione | Programmazione | Collocazione | Media auditel  | Media auditel |
| Edizione | Rete televisiva | Anno      | Stagione          | L              | M              | M              | G              | V              | S              | D              | Collocazione | Telespettatori | Share         |
| -------- | --------------- | --------- | ----------------- | -------------- | -------------- | -------------- | -------------- | -------------- | -------------- | -------------- | ------------ | -------------- | ------------- |
| 1ª       | LA7             | 2024-2025 | autunno-primavera |                |                |                |                |                |                |                | Preserale    | 286 000        | 1,9%          |

## Regolamento e svolgimento
Come nella versione originale statunitense del quiz, il gioco consisteva in una sfida tra due squadre composte da cinque membri appartenenti a due nuclei familiari (padre, madre, figli, nipoti, cugini, etc.) chiamate ad indovinare le risposte più comuni date durante alcuni sondaggi di opinione.
Gli stessi sondaggi oggetto delle domande, erano realizzati da SWG su un campione di 100 italiani.

### Svolgimento
Il game show, si articolava in otto manches:
- Round 1
- Round 2
- A carte scoperte
- Round 3
- Round 4
- Vale Doppio
- Vale Triplo
- Quota 200

#### Round 1-4
In questa prova, un membro di ogni famiglia, raggiunta la postazione centrale, doveva prenotarsi al pulsante e rispondere al quesito basato sul sondaggio posto dal conduttore che poteva avere dalle cinque alle otto opzioni di risposta. Il concorrente che si prenotava per primo aveva la precedenza nel rispondere, poi, a seguire doveva dare una risposta l'avversario. Tra i due contendenti, quello che dava la risposta che valeva più punti poteva decidere se giocare il round assieme alla sua famiglia oppure cedere la mano all'avversario e tentare di dare tutte le risposte mancanti nella classifica presente sul ledwall.
Ogni risposta data alla domanda valeva un determinato punteggio che corrispondeva alla percentuale di italiani sondati sull'argomento che aveva dato quella determinata risposta. 
Una volta fatta la scelta se giocare il round oppure no, la famiglia che aveva la mano di gioco a turno doveva dare una risposta tra quelle presenti nel tabellone e se completava tutta la classifica, accumulava il valore in punti di tutte le risposte date fino a un massimo di 100 punti.
Se durante la mano di gioco la famiglia commetteva tre errori, la squadra avversaria aveva la possibilità di rispondere alla domanda e, se indovinava una delle risposte non date dalla famiglia che aveva perso la mano di gioco guadagnava tutti i punti accumulati fino a quel momento.

#### A carte scoperte
Dopo aver disputato il Round 2, le famiglie in questa prova dovevano mettere in ordine le risposte date a un determinato sondaggio in ordine crescente, partendo dalla posizione più bassa. A iniziare il gioco era la famiglia in svantaggio e, ad ogni abbinamento corretto, manteneva la mano di gioco e poteva continuare a completare la classifica data, mentre in caso di errore, cedeva la mano alla squadra avversaria. Al termine della manche, la famiglia che aveva completato per prima la classifica, guadagnava 50 punti.

#### Vale doppio
In questa manche le regole erano le stesse dei round classici con la differenza che la famiglia che vinceva la manche guadagnava il doppio dei punti accumulati fino a un massimo di 200.

#### Vale triplo
In questa manche, che seguiva le stesse regole dei round classici e il Vale doppio, la famiglia che vinceva la manche accumulava i punti guadagnati fino a un massimo di 300 punti.
Al termine della prova, la famiglia che nei round precedenti aveva accumulato il punteggio più alto andava al gioco finale mentre l'altra veniva eliminata.

#### Quota 200
In questa prova partecipavano due membri della famiglia finalista, i quali dovevano indovinare le risposte più quotate di cinque differenti sondaggi.
Inizialmente giocava un membro, mentre l'altro veniva isolato nel backstage con delle cuffie che trasmettevano musica ad alto volume per non ascoltare domande e risposte. Il concorrente che giocava per primo doveva rispondere in 20 secondi a cinque sondaggi proposti dal conduttore a bruciapelo e, se non sapeva la risposta, poteva passare ritornandovi fino a che non scadeva il tempo. Una volta date tutte le risposte, venivano controllate dall'aggiustatore e ognuna di queste valeva un determinato punteggio che corrispondeva alla percentuale di italiani che aveva dato quella risposta. Al termine dello svelamento giocava l'altro familiare, il quale doveva dare delle risposte diverse da quelle date dal compagno di squadra in un tempo limite di 25 secondi.
Al termine della prova, una volta che erano state verificate tutte le risposte date dai due familiari, se la somma delle percentuali era superiore o uguale a 200, la famiglia vinceva 10 000 €, altrimenti non vinceva nulla e, indipendentemente dal risultato, tornava di diritto nella puntata successiva.

## Prove passate

### Dimmi la domanda
Dopo aver disputato il Vale doppio, in questa prova le famiglie dovevano indovinare la domanda che era stata posta ad un determinato sondaggio proposto agli italiani del campione, prenotandosi al pulsante. Durante la manche venivano svelate dapprima alcune risposte date nella classifica e poi, per aiutare i concorrenti, l'incipit della domanda a cui avevano risposto gli italiani. La famiglia che per prima indovinava la domanda guadagnava 100 punti.